# マリアンネ・フォン・ヴェレフキン
マリアンネ・フォン・ヴェレフキン（ドイツ語 : Marianne von Werefkin、出生名マリアンナ・ヴラジーミロヴナ・ヴェレフキナ(ロシア語 : Мариа́нна Влади́мировна Верёвкина)、1860年9月10日 - 1938年2月6日）はロシア出身の画家である。

## 略歴
トゥーラで生まれた。父親はクリミア戦争などで多くの功績を上げた将軍のウラジミール・ヴェレフキン(Александр Николаевич Верёвкин)である。1862年に父親が現在のベラルーシのヴィーツェプスクの軍政官に任じられて、家族とヴィーツェプスクに移った。1868年から1878年の間は現在のリトアニアのヴィリニュスで暮らし、ヴィリニュスの女学校で教育を受けた。1879年に現在のポーランドのルブリンに家族と移り、1883年にモスクワに出て、モスクワ絵画・彫刻・建築学校の教授、イラリオン・プリャニシニコフから個人教授を受けた。ヴァシーリー・ポレーノフからも静物画を学んだ。1885年に母親が亡くなった後、父親とサンクトペテルブルクに移り、サンクトペテルブルクでロシア・リアリズム美術の画家、イリヤ・レーピンと出会い、彼の指導を受けることになった。
1888年に猟に参加した時、自らの右手を誤って撃つという事故を起こした。後遺症のため、絵筆を中指と薬指で持つ訓練をして絵の修行を続け、コーカサスなどを写生旅行した。1891年にその後、活動を共にするアレクセイ・フォン・ヤウレンスキーと出会い、イリヤ・レーピンに勧められて、ヤウレンスキーを教えることになる。1892年に第20回の「移動派」の展覧会に出展した。レーピンはヴェレフキンを「ロシアのレンブラント」であると称賛した。
1896年に父親が亡くなった後、ヴェレフキンはヤウレンスキーと使用人を伴なって、当時の新しい美術の中心地のミュンヘンに移った。その後の数年間はヴェレフキンは自ら作品を描かなかった。1897年にはヤウレンスキー、イーゴリ・グラーバリ、アントン・アズベ、ドミトリ・カルドフスキーといった画家たちとヴェネツィアに旅した。1905年から作品制作を再開し、1905年にはフランツ・フォン・レンバッハやフランツ・フォン・シュトゥックといったドイツの有名な画家とも知り合った。1906年の夏はヤウレンスキーとヴァシリー・カンディンスキー、ガブリエレ・ミュンターとともにバイエルンの田舎町ムルナウで過ごした。ベルリン分離派の展覧会やサンクトペテルブルクの展覧会に出展した。
1909年3月にカンディンスキー、ヤウレンスキー、アレクサンデル・カノルトらと「ミュンヘン新芸術家協会」の創立メンバーとなり、ミュンヘンでグループ展を開いた。この頃、日本美術や木版に興味を持った。1910年にロシアで展示会を開き、1911年にヤウレンスキーとパリを訪れ、パリではアンリ・マチスと会った。
1912年にはカンディンスキーらのグループ「青騎士」のベルリンの展覧会に出展した。1912年の末にヤウレンスキーとヴェレフキンはミュンヘン新芸術家協会を退会した。
第一次世界大戦が始まると、スイスに移った。1919年からスイスのアスコナに住み、1921年にヤウレンスキーと別れた。1917年に Ernst Frick、Walter Helbig、Albert Kohler、Gordon Mallet McCouch、Otto Niemeyer-Holstein、Otto van Rees、Richard Seewaldと美術家グループ「Der Große Bär」を結成した。

## 作品

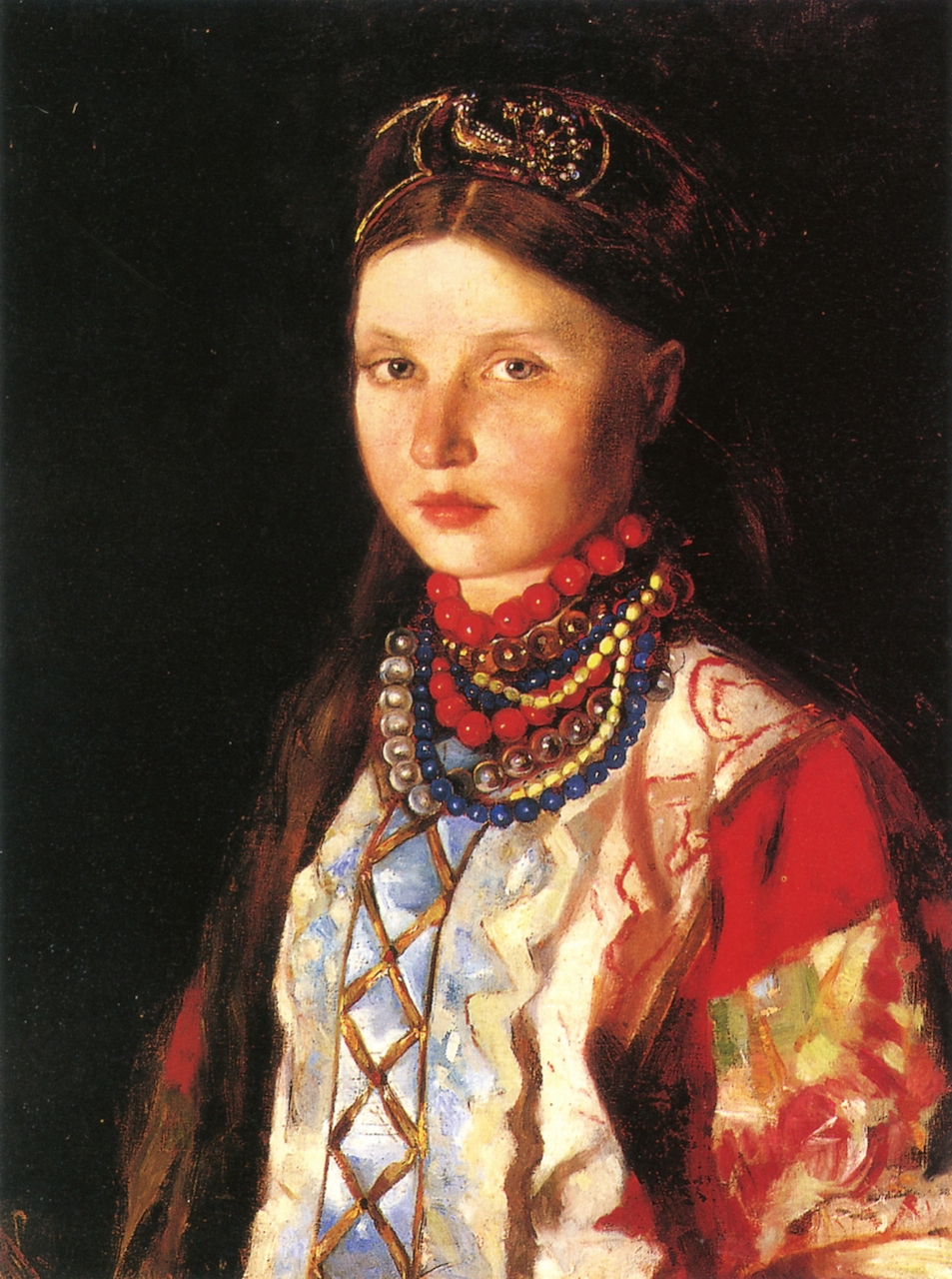
ロシアの衣装の少女　(初期の作品)
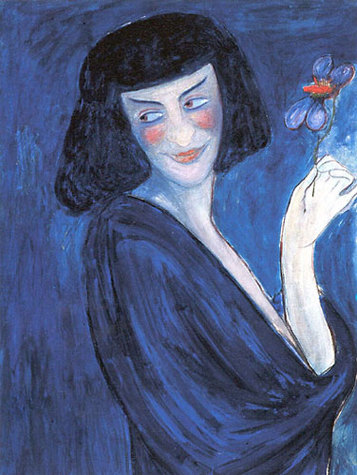
アレクサンデル・ザッハロフ-ダンサー(1909) アスコーナ近代美術館
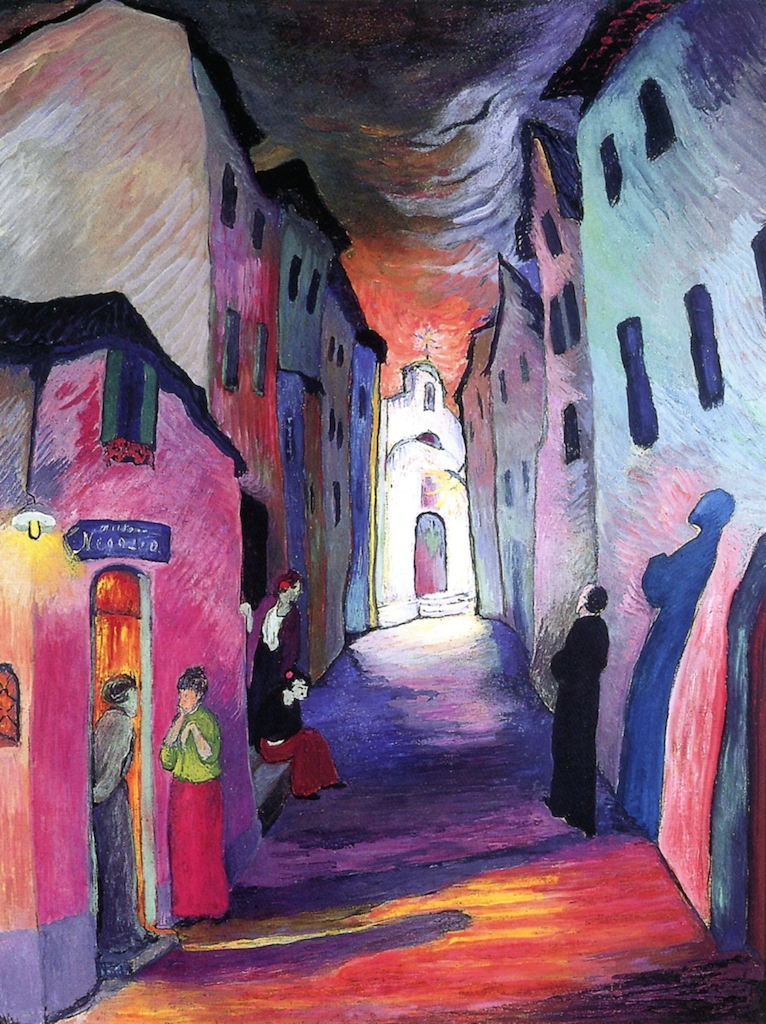
「アヴェ・マリア」 アスコーナ近代美術館
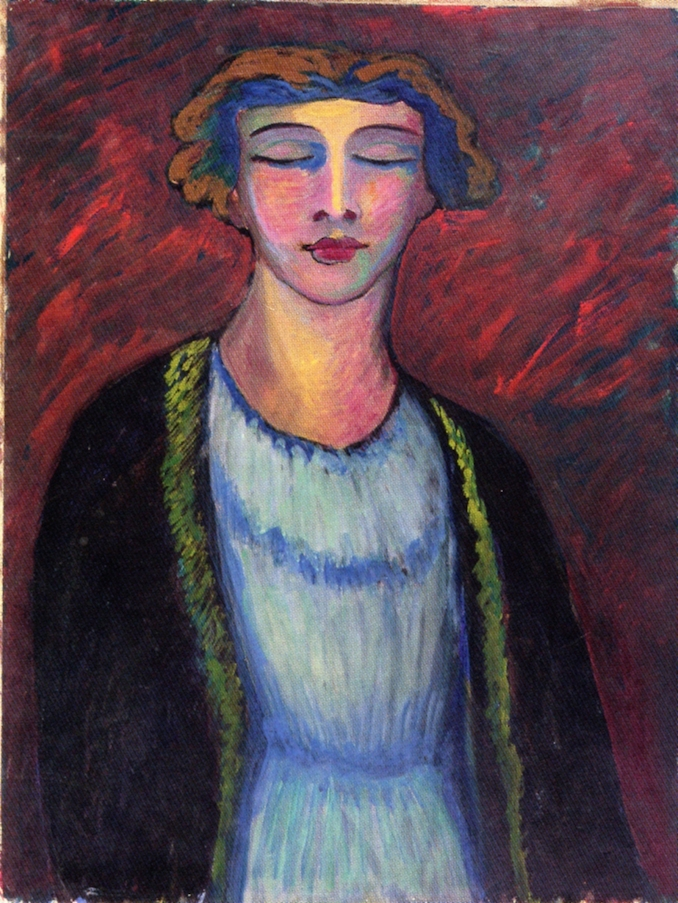
少女像

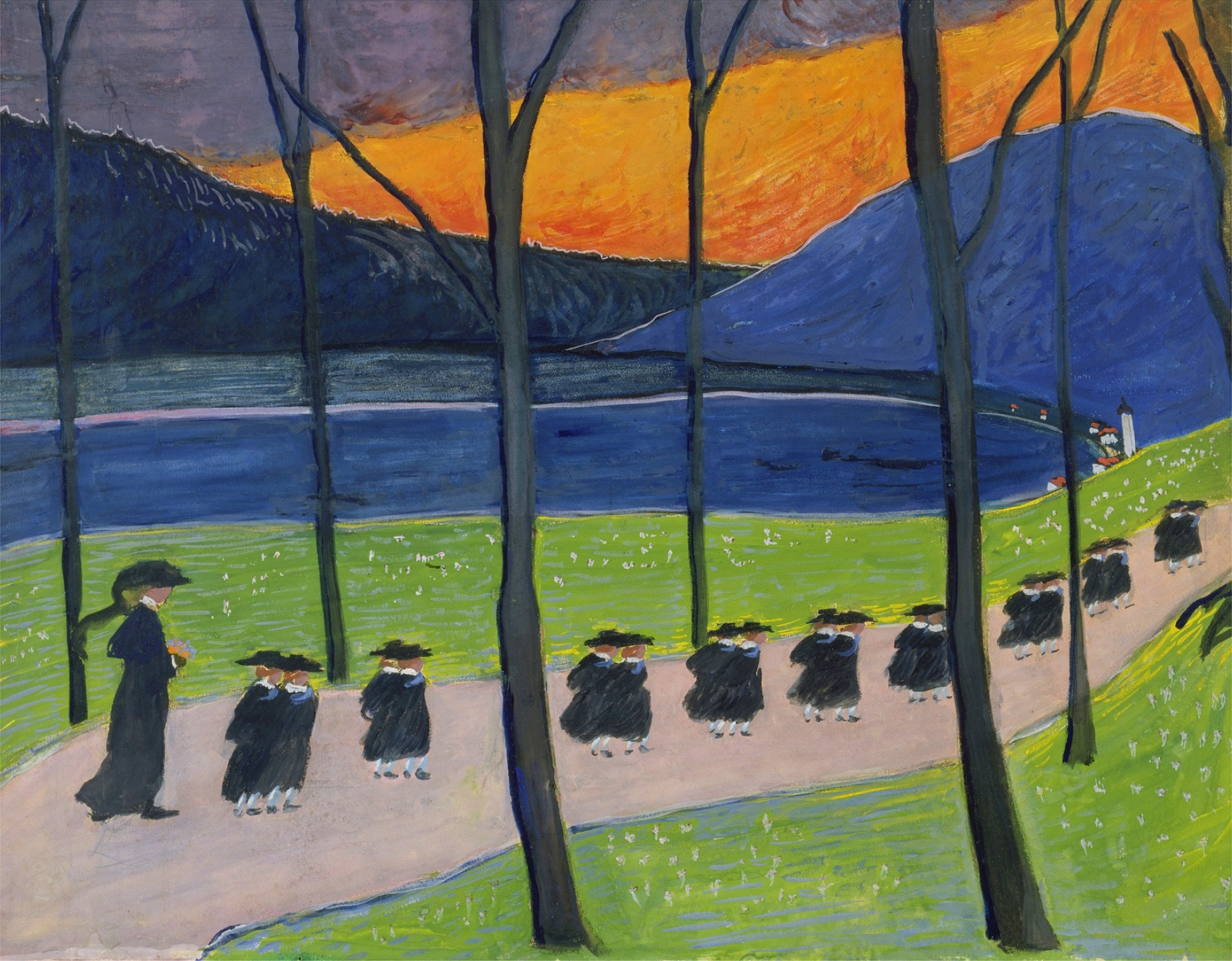
秋 (c.1907)
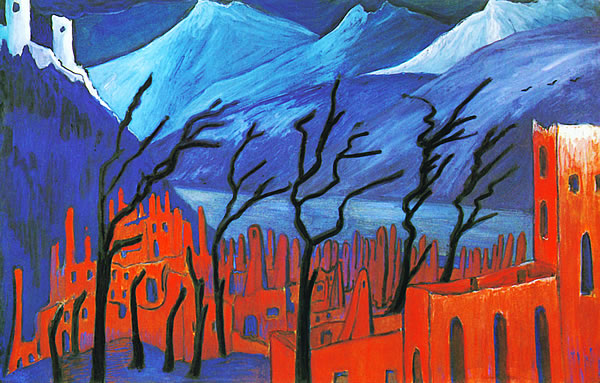
赤い街(1909)
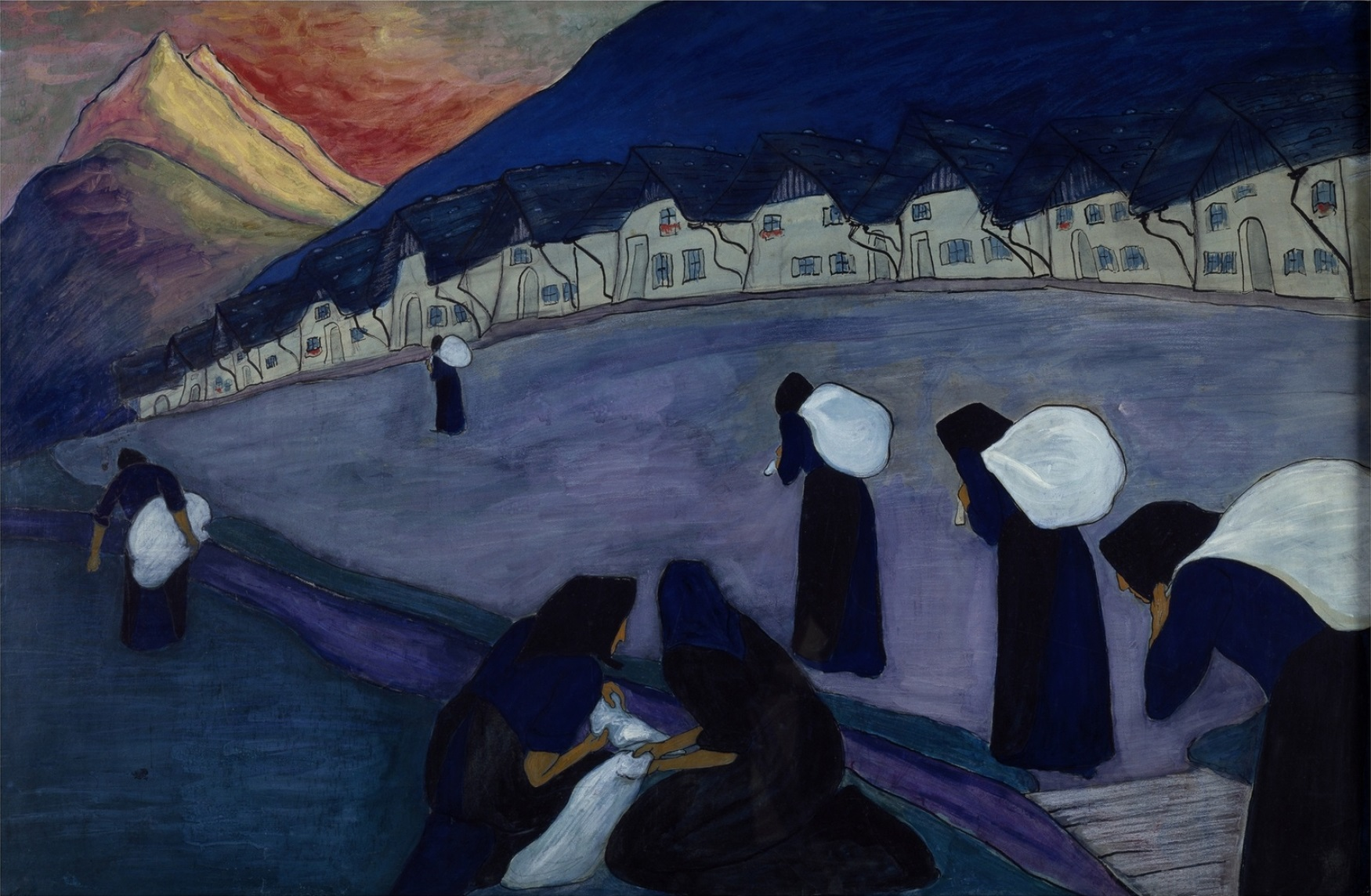
黒衣の女性たち (1910) Sprengel Museum